# Чжэньнин-Буи-Мяоский автономный уезд
Чжэньнин-Буи-Мяоский автономный уезд (кит. упр. 镇宁布依族苗族自治县, пиньинь Zhènníng Bùyīzú Miáozú zìzhìxiàn) — автономный уезд городского округа Аньшунь провинции Гуйчжоу (КНР).

## История
Во времена империи Цин это была Чжэньнинская область (镇宁州) Аньшуньской управы (安顺府). После Синьхайской революции в Китае была проведена реформа структуры административного деления, в ходе которой области и управы были упразднены, поэтому в 1913 году Чжэньнинская область была преобразована в уезд Чжэньнин (镇宁县).
После вхождения этих мест в состав КНР в 1950 году был создан Специальный район Аньшунь (安顺专区), и уезд вошёл в его состав. В 1956 году был создан Цяньнань-Буи-Мяоский автономный округ, и уезд был передан в его состав. В 1958 году уезд был возвращён в состав Специального района Аньшунь, и при этом к нему был присоединён уезд Гуаньлин. В 1961 году уезды Гуаньлин и Чжэньнин были разъединены вновь.
10 сентября 1963 года уезд Чжэньнин был преобразован в Чжэньнин-Буи-Мяоский автономный уезд.
В 1970 году Специальный район Аньшунь был переименован в Округ Аньшунь (安顺地区).
Постановлением Госсовета КНР от 23 июня 2000 года округ Аньшунь был преобразован в городской округ.

## Административное деление
Автономный уезд делится на 4 посёлка и 12 волостей.